# Bussière-Galant
Bussière-Galant é uma comuna francesa na região administrativa da Nova Aquitânia, no departamento de Alto Vienne. Estende-se por uma área de 53,86 km². Em 2010 a comuna tinha 1 296 habitantes (densidade: 24,1 hab./km²).